# Are You a Mason? (film 1915)
Are You a Mason? (conosciuto anche come The Joiner) è un film muto del 1915 diretto da Thomas N. Heffron.
La sceneggiatura si basa sull'omonimo lavoro teatrale di Leo Ditrichstein che era andato in scene a Broadway il 1º aprile 1901, adattamento di una commedia tedesca di Lauf e Kraatz.

## Trama
Rimasto solo a casa durante un'assenza della moglie in visita ai genitori, Frank Perry approfitta dell'occasione per regalarsi una serata al suo club. Rientrato alticcio, Frank si infila per sbaglio in una casa vicina, scambiandola per la sua, finendo per essere arrestato. Quando Helen, sua moglie, ritorna, non volendo confessare di essersi ubriacato, Frank le racconta - sapendo che lei ha sempre desiderato che lui entrasse a far parte della Massoneria - che quello era stato il rito di iniziazione massonico. Il padre di Helen, che ha accompagnata a casa la figlia, ha sempre raccontato di essere un massone. Naturalmente, non lo è, ma entrambi - lui e il genero - immaginano che l'altro compia segreti rituali. Dopo una serie di equivoci e di disavventure, Frank riuscirà a entrare nella società per merito di Bob Trevors, membro effettivo della Massoneria, che vuole ingraziarselo perché ambisce alla mano di Nora, la sorella di Helen.

## Produzione
Il film fu prodotto dalla Famous Players Film Company

## Distribuzione
Distribuito dalla Paramount Pictures e presentato da Charles Frohman, il film uscì nelle sale cinematografiche statunitensi il 22 marzo 1915. Ne venne fatta una riedizione che uscì il 23 febbraio 1919.
Non si conoscono copie ancora esistenti della pellicola che viene considerata presumibilmente perduta.